# Vera Nikolićová
Vera Nikolićová (srbsky Вера Николић) (23. září 1948 – 28. června 2021) byla jugoslávská atletka, dvojnásobná mistryně Evropy v běhu na 800 metrů z roku 1966 a 1971.

## Sportovní kariéra
Třikrát startovala v běhu na 800 metrů na mistrovství Evropy – zvítězila v letech 1966 a 1971, bronzovou medaili vybojovala v roce 1969. Krátce před olympiádou v Mexiku v roce 1968 vytvořila světový rekord na 800 metrů a stala se tak jednou z favoritek. V semifinálovém běhu běžela na vedoucí pozici, ale přibližně v polovině závodu odstoupila ze závodu. Na olympiádě v Mnichově v roce 1972 si ve finále běhu na 800 metrů vytvořila osobní rekord 1:59,52, ale stačilo to jen na páté místo.